# Liste des monuments historiques protégés en 1890
Cet article recense les monuments historiques français classés en 1890.

## Protections
| Édifice                            | Commune                  | Département       | Région               | Protection | Base Mérimée                         | Coordonnées                        | Image |
| ---------------------------------- | ------------------------ | ----------------- | -------------------- | ---------- | ------------------------------------ | ---------------------------------- | ----- |
| Église Saint-Barthélémy de Blanzac | Blanzac-Porcheresse      | Charente          | Nouvelle-Aquitaine   | classé     | « PA00104249 », notice no PA00104249 | 45° 28′ 17″ nord, 0° 01′ 25″ est   |       |
| Église Sainte-Radegonde de Talmont | Talmont-sur-Gironde      | Charente-Maritime | Nouvelle-Aquitaine   | classé     | « PA00105279 », notice no PA00105279 | 45° 32′ 36″ nord, 0° 54′ 07″ ouest |       |
| Château de Turenne                 | Turenne                  | Corrèze           | Nouvelle-Aquitaine   | classé     | « PA00099930 », notice no PA00099930 | 45° 03′ 40″ nord, 1° 34′ 16″ est   |       |
| Croix de cimetière                 | Gourgé                   | Deux-Sèvres       | Nouvelle-Aquitaine   | classé     | « PA00101240 », notice no PA00101240 | 46° 43′ 31″ nord, 0° 11′ 03″ ouest |       |
| Croix de cimetière                 | Louin                    | Deux-Sèvres       | Nouvelle-Aquitaine   | classé     | « PA00101248 », notice no PA00101248 | 46° 46′ 59″ nord, 0° 12′ 27″ ouest |       |
| Croix de cimetière                 | La Peyratte              | Deux-Sèvres       | Nouvelle-Aquitaine   | classé     | « PA00101320 », notice no PA00101320 | 46° 39′ 52″ nord, 0° 09′ 31″ ouest |       |
| Chapelle Saint-Clamens             | Belloc-Saint-Clamens     | Gers              | Occitanie            | classé     | « PA00094736 », notice no PA00094736 | 43° 27′ 25″ nord, 0° 26′ 13″ est   |       |
| Fontaine Sainte-Croix              | Bordeaux                 | Gironde           | Nouvelle-Aquitaine   | classé     | « PA00083183 », notice no PA00083183 | 44° 51′ 26″ nord, 0° 34′ 25″ ouest |       |
| Jardin Massey                      | Tarbes                   | Hautes-Pyrénées   | Occitanie            | classé     | « PA00095432 », notice no PA00095432 | 43° 14′ 05″ nord, 0° 03′ 58″ est   |       |
| Château de Couzan                  | Sail-sous-Couzan         | Loire             | Auvergne-Rhône-Alpes | classé     | « PA00117572 », notice no PA00117572 | 45° 44′ 11″ nord, 3° 57′ 40″ est   |       |
| Arc de Campanus                    | Aix-les-Bains            | Savoie            | Auvergne-Rhône-Alpes | classé     | « PA00118163 », notice no PA00118163 | 45° 41′ 52″ nord, 5° 54′ 14″ est   |       |
| Hôtel de ville d'Aix-les-Bains     | Aix-les-Bains            | Savoie            | Auvergne-Rhône-Alpes | classé     | « PA00118171 », notice no PA00118171 | 45° 41′ 52″ nord, 5° 54′ 14″ est   |       |
| Église Saint-Maurice               | Saint-Maurice-la-Clouère | Vienne            | Nouvelle-Aquitaine   | classé     | « PA00105702 », notice no PA00105702 | 46° 23′ 17″ nord, 0° 26′ 56″ est   |       |